# Lijst van staatshoofden en regeringsleiders in 2020
Deze lijst van staatshoofden en regeringsleiders in 2020 noemt de staatshoofden en regeringsleiders die in 2020 actief waren van de 193 landen die zijn aangesloten bij de Verenigde Naties alsmede Kosovo, Palestina, Taiwan en Vaticaanstad.

## A
| Landsnaam          | Staatshoofd                                                | Regeringsleider              |
| ------------------ | ---------------------------------------------------------- | ---------------------------- |
| Afghanistan        | President Ashraf Ghani                                     | Voorzitter Abdullah Abdullah |
| Albanië            | President Ilir Meta                                        | Premier Edi Rama             |
| Algerije           | President Abdelmadjid Tebboune                             | Premier Abdelaziz Djerrad    |
| Andorra            | Coprins Joan Enric Vives i Sicília Coprins Emmanuel Macron | Premier Xavier Espot Zamora  |
| Angola             | President João Lourenço                                    | President João Lourenço      |
| Antigua en Barbuda | Koningin Elizabeth II                                      | Premier Gaston Browne        |
| Argentinië         | President Alberto Fernández                                | President Alberto Fernández  |
| Armenië            | President Armen Sarkisian                                  | Premier Nikol Pasjinian      |
| Australië          | Koningin Elizabeth II                                      | Premier Scott Morrison       |
| Azerbeidzjan       | President İlham Əliyev                                     | Premier Ali Asadov           |

## B
| Landsnaam             | Staatshoofd | Regeringsleider |
| --------------------- | --- | --- |
| Bahama's              | Koningin Elizabeth II | Premier Hubert Minnis |
| Bahrein               | Koning Hamad bin Isa Al Khalifa | Premier Sheikh Khalifa bin Salman Al Khalifa (tot 11 november) Premier Salman bin Hamad bin Isa Al Khalifa (vanaf 11 november) |
| Bangladesh            | President Abdul Hamid | Premier Sjeik Hasina Wajed |
| Barbados              | Koningin Elizabeth II | Premier Mia Mottley |
| België                | Koning Filip | Premier Sophie Wilmès (tot 1 oktober) Premier Alexander De Croo (vanaf 1 oktober)                                              |
| Belize                | Koningin Elizabeth II | Premier Dean Barrow (tot 12 november) Premier Johnny Briceño (vanaf 12 november)                                               |
| Benin                 | President Patrice Talon | President Patrice Talon |
| Bhutan                | Koning Jigme Khesar Namgyel Wangchuk | Premier Lotay Tshering |
| Bolivia               | President Jeanine Áñez (waarnemend, tot 8 november) President Luis Arce (vanaf 8 november)                                                                               | President Jeanine Áñez (waarnemend, tot 8 november) President Luis Arce (vanaf 8 november)                                     |
| Bosnië en Herzegovina | Drie-presidentschap: Milorad Dodik (voorzitter vanaf 20 november), Šefik Džaferović (voorzitter van 20 maart tot 20 november) en Željko Komšić (voorzitter tot 20 maart) | Premier Zoran Tegeltija |
| Botswana              | President Mokgweetsi Masisi | President Mokgweetsi Masisi |
| Brazilië              | President Jair Bolsonaro | President Jair Bolsonaro |
| Brunei                | Sultan en premier Hassanal Bolkiah | Sultan en premier Hassanal Bolkiah                                                                                             |
| Bulgarije             | President Rumen Radev | Premier Bojko Borisov |
| Burkina Faso          | President Roch Marc Christian Kaboré | Premier Christophe Joseph Marie Dabiré                                                                                         |
| Burundi               | President Pierre Nkurunziza (tot 8 juni) President Évariste Ndayishimiye (vanaf 18 juni)                                                                                 | Premier Alain-Guillaume Bunyoni (vanaf 24 juni)                                                                                |

## C
| Landsnaam                     | Staatshoofd                         | Regeringsleider                   |
| ----------------------------- | ----------------------------------- | --------------------------------- |
| Cambodja                      | Koning Norodom Sihamoni             | Premier Hun Sen                   |
| Canada                        | Koningin Elizabeth II               | Premier Justin Trudeau            |
| Centraal-Afrikaanse Republiek | President Faustin-Archange Touadéra | Premier Firmin Ngrébada           |
| Chili                         | President Sebastián Piñera          | President Sebastián Piñera        |
| China                         | President Xi Jinping                | Premier Li Keqiang                |
| Colombia                      | President Iván Duque                | President Iván Duque              |
| Comoren                       | President Azali Assoumani           | President Azali Assoumani         |
| Congo-Brazzaville             | President Denis Sassou-Nguesso      | Premier Clément Mouamba           |
| Congo-Kinshasa                | President Félix Tshisekedi          | Premier Sylvestre Ilunga          |
| Costa Rica                    | President Carlos Alvarado Quesada   | President Carlos Alvarado Quesada |
| Cuba                          | President Miguel Díaz-Canel         | Premier Manuel Marrero Cruz       |
| Cyprus                        | President Nikos Anastasiadis        | President Nikos Anastasiadis      |

## D
| Landsnaam              | Staatshoofd                                                                           | Regeringsleider                                                                       |
| ---------------------- | ------------------------------------------------------------------------------------- | ------------------------------------------------------------------------------------- |
| Denemarken             | Koningin Margarethe II                                                                | Premier Mette Frederiksen                                                             |
| Djibouti               | President Ismaïl Omar Guelleh                                                         | Premier Abdoulkader Kamil Mohamed                                                     |
| Dominica               | President Charles Savarin                                                             | Premier Roosevelt Skerrit                                                             |
| Dominicaanse Republiek | President Danilo Medina (tot 16 augustus) President Luis Abinader (vanaf 16 augustus) | President Danilo Medina (tot 16 augustus) President Luis Abinader (vanaf 16 augustus) |
| Duitsland              | President Frank-Walter Steinmeier                                                     | Bondskanselier Angela Merkel                                                          |

## E
| Landsnaam          | Staatshoofd                             | Regeringsleider                      |
| ------------------ | --------------------------------------- | ------------------------------------ |
| Ecuador            | President Lenín Moreno                  | President Lenín Moreno               |
| Egypte             | President Abdul Fatah al-Sisi           | Premier Moustafa Madbouly            |
| El Salvador        | President Nayib Bukele                  | President Nayib Bukele               |
| Equatoriaal-Guinea | President Teodoro Obiang Nguema Mbasogo | Premier Francisco Pascual Obama Asue |
| Eritrea            | President Isaias Afewerki               | President Isaias Afewerki            |
| Estland            | President Kersti Kaljulaid              | Premier Jüri Ratas                   |
| Ethiopië           | President Sahle-Work Zewde              | Premier Abiy Ahmed                   |

## F
| Landsnaam  | Staatshoofd               | Regeringsleider           |
| ---------- | ------------------------- | ------------------------- |
| Fiji       | President George Konrote  | Premier Frank Bainimarama |
| Filipijnen | President Rodrigo Duterte | President Rodrigo Duterte |
| Finland    | President Sauli Niinistö  | Premier Sanna Marin       |
| Frankrijk  | President Emmanuel Macron | Premier Jean Castex       |

## G
| Landsnaam     | Staatshoofd                                                                                       | Regeringsleider                                                                            |
| ------------- | ------------------------------------------------------------------------------------------------- | ------------------------------------------------------------------------------------------ |
| Gabon         | President Ali Bongo Ondimba                                                                       | Premier Julien Nkoghe Bekale (tot 16 juli) Premier Rose Christiane Raponda (vanaf 16 juli) |
| Gambia        | President Adama Barrow                                                                            | President Adama Barrow                                                                     |
| Georgië       | President Salome Zoerabisjvili                                                                    | Premier Giorgi Gacharia                                                                    |
| Ghana         | President Nana Akufo-Addo                                                                         | President Nana Akufo-Addo                                                                  |
| Grenada       | Koningin Elizabeth II                                                                             | Premier Keith Mitchell                                                                     |
| Griekenland   | President Prokopis Pavlopoulos (tot 13 maart) President Katerina Sakellaropoulou (vanaf 13 maart) | Premier Kyriakos Mitsotakis                                                                |
| Guatemala     | President Jimmy Morales (tot 14 januari) President Alejandro Giammattei (vanaf 14 januari)        | President Jimmy Morales (tot 14 januari) President Alejandro Giammattei (vanaf 14 januari) |
| Guinee        | President Alpha Condé                                                                             | Premier Ibrahima Kassory Fofana                                                            |
| Guinee-Bissau | President José Mário Vaz (tot 27 februari) President Umaro Sissoco Embaló (vanaf 27 februari)     | Premier Aristides Gomes (tot 28 februari) Premier Nuno Gomes Nabiam (vanaf 28 februari)    |
| Guyana        | President David Granger (tot 2 augustus) President Irfaan Ali (vanaf 2 augustus)                  | Premier Moses Nagamootoo (tot 2 augustus) Premier Mark Phillips (vanaf 2 augustus)         |

## H
| Landsnaam | Staatshoofd                      | Regeringsleider                                                                           |
| --------- | -------------------------------- | ----------------------------------------------------------------------------------------- |
| Haïti     | President Jovenel Moïse          | Premier Jean-Michel Lapin (waarnemend, tot 4 maart) Premier Joseph Jouthe (vanaf 4 maart) |
| Honduras  | President Juan Orlando Hernández | President Juan Orlando Hernández                                                          |
| Hongarije | President János Áder             | Premier Viktor Orbán                                                                      |

## I
| Landsnaam | Staatshoofd                            | Regeringsleider                                                                 |
| --------- | -------------------------------------- | ------------------------------------------------------------------------------- |
| Ierland   | President Michael D. Higgins           | Taoiseach Leo Varadkar (tot 27 juni) Taoiseach Micheál Martin (vanaf 27 juni)   |
| IJsland   | President Guðni Thorlacius Jóhannesson | Premier Katrín Jakobsdóttir                                                     |
| India     | President Ram Nath Kovind              | Premier Narendra Modi                                                           |
| Indonesië | President Joko Widodo                  | President Joko Widodo                                                           |
| Irak      | President Barham Salih                 | Premier Adil Abdul-Mahdi (tot 7 mei) Premier Mustafa Al-Kadhimi (vanaf 7 mei)   |
| Iran      | Ayatollah Ali Khamenei                 | President Hassan Rohani                                                         |
| Israël    | President Reuven Rivlin                | Premier Benjamin Netanyahu                                                      |
| Italië    | President Sergio Mattarella            | Premier Giuseppe Conte                                                          |
| Ivoorkust | President Alassane Ouattara            | Premier Amadou Gon Coulibaly (tot 8 juli) Premier Hamed Bakayoko (vanaf 8 juli) |

## J
| Landsnaam | Staatshoofd                         | Regeringsleider                                                                     |
| --------- | ----------------------------------- | ----------------------------------------------------------------------------------- |
| Jamaica   | Koningin Elizabeth II               | Premier Andrew Holness                                                              |
| Japan     | Keizer Naruhito                     | Premier Shinzo Abe (tot 16 september) Premier Yoshihide Suga (vanaf 16 september)   |
| Jemen     | President Abd Rabbuh Mansur Al-Hadi | Premier Maeen Abdulmalik Saeed                                                      |
| Jordanië  | Koning Abdoellah II                 | Premier Omar Razzaz (tot 12 oktober) Premier Bisjer Al-Khasawneh (vanaf 12 oktober) |

## K
| Landsnaam  | Staatshoofd | Regeringsleider |
| ---------- | --- | --- |
| Kaapverdië | President Jorge Carlos Fonseca | Premier Ulisses Correia e Silva |
| Kameroen   | President Paul Biya | Premier Joseph Dion Ngute |
| Kazachstan | President Kassym-Jomart Tokajev | Premier Askar Mamin |
| Kenia      | President Uhuru Kenyatta | President Uhuru Kenyatta |
| Kirgizië   | President Sooronbaj Zjeenbekov (tot 15 oktober) President Sadyr Zjaparov (waarnemend, van 16 oktober tot 14 november) President Talant Mamytov (waarnemend, vanaf 14 november) | Premier Muhammetkaliy Abulgaziyev (tot 15 juni) Premier Koebatbek Boronov (van 16 juni tot 9 oktober) Premier Sadyr Zjaparov (van 10 oktober tot 15 november) Premier Artem Novikov (waarnemend, vanaf 15 november) |
| Kiribati   | President Taaneti Mamau | President Taaneti Mamau |
| Koeweit    | Emir Sabah Al-Ahmad Al-Jaber Al-Sabah (tot 29 september) Emir Nawaf Al-Ahmad Al-Jaber Al-Sabah (vanaf 29 september)                                                            | Premier Sabah Al-Khalid Al-Sabah |
| Kosovo     | President Hashim Thaçi (tot 5 november) President Vjosa Osmani (waarnemend, vanaf 5 november)                                                                                  | Premier Ramush Haradinaj (tot 3 februari) Premier Albin Kurti (van 3 februari tot 3 juni) Premier Avdullah Hoti (vanaf 3 juni)                                                                                      |
| Kroatië    | President Kolinda Grabar-Kitarović (tot 18 februari) President Zoran Milanović (vanaf 18 februari)                                                                             | Premier Andrej Plenković |

## L
| Landsnaam                                    | Staatshoofd                                                     | Regeringsleider                                                                           |
| -------------------------------------------- | --------------------------------------------------------------- | ----------------------------------------------------------------------------------------- |
| Laos                                         | President Bounnhang Vorachith                                   | Premier Thongloun Sisoulith                                                               |
| Lesotho                                      | Koning Letsie III                                               | Premier Tom Thabane (tot 19 mei) Premier Moeketsi Majoro (vanaf 20 mei)                   |
| Letland                                      | President Egils Levits                                          | Premier Arturs Krišjānis Kariņš                                                           |
| Libanon                                      | President Michel Aoun                                           | Premier Saad Hariri (tot 21 januari) Premier Hassan Diab (vanaf 21 januari)               |
| Liberia                                      | President George Weah                                           | President George Weah                                                                     |
| Libië (internationaal erkende regering)      | Voorzitter van de presidentiële raad en premier Fayez al-Sarraj | Voorzitter van de presidentiële raad en premier Fayez al-Sarraj                           |
| Libië (internationaal niet-erkende regering) | Voorzitter van de Raad van Afgevaardigden Aguila Saleh Issa     | Premier Abdullah al-Thani                                                                 |
| Liechtenstein                                | Prins Hans Adam II                                              | Hoofd van de regering Adrian Hasler                                                       |
| Litouwen                                     | President Gitanas Nausėda                                       | Premier Saulius Skvernelis (tot 25 november) Premier Ingrida Šimonytė (vanaf 25 november) |
| Luxemburg                                    | Groothertog Hendrik                                             | Premier Xavier Bettel                                                                     |

## M
| Landsnaam        | Staatshoofd | Regeringsleider                                                                                             |
| ---------------- | --- | --- |
| Madagaskar       | President Andry Rajoelina | Premier Christian Ntsay                                                                                     |
| Malawi           | President Peter Mutharika (tot 28 juni) President Lazarus Chakwera (vanaf 28 juni)                                                                             | President Peter Mutharika (tot 28 juni) President Lazarus Chakwera (vanaf 28 juni)                          |
| Malediven        | President Ibrahim Mohamed Solih | President Ibrahim Mohamed Solih                                                                             |
| Maleisië         | Koning Abdullah van Pahang | Premier Mahathir Mohammed (tot 1 maart) Premier Muhyiddin Yassin (vanaf 1 maart)                            |
| Mali             | President Ibrahim Boubacar Keïta (tot 19 augustus) Kolonel Assimi Goita (waarnemend, van 19 augustus tot 25 september) President Bah Ndaw (vanaf 25 september) | Premier Boubou Cissé (tot 19 augustus) Premier Moctar Ouane (vanaf 27 september)                            |
| Malta            | President George Vella | Premier Joseph Muscat (tot 13 januari) Premier Robert Abela (vanaf 13 januari)                              |
| Marokko          | Koning Mohammed VI | Premier Saadeddine Othmani                                                                                  |
| Marshalleilanden | President Hilda Heine (tot 13 januari) President David Kabua (vanaf 13 januari)                                                                                | President Hilda Heine (tot 13 januari) President David Kabua (vanaf 13 januari)                             |
| Mauritanië       | President Mohamed Ould Ghazouani | Premier Ismail Ould Bedde Ould Cheikh Sidiya (tot 6 augustus) Premier Mohamed Ould Bilal (vanaf 6 augustus) |
| Mauritius        | President Prithvirajsing Roopun | Premier Pravind Jugnauth                                                                                    |
| Mexico           | President Andrés Manuel López Obrador | President Andrés Manuel López Obrador                                                                       |
| Micronesië       | President David Panuelo | President David Panuelo                                                                                     |
| Moldavië         | President Igor Dodon (tot 24 december) President Maia Sandu (vanaf 24 december)                                                                                | Premier Ion Chicu (tot 31 december) Premier Aureliu Ciocoi (waarnemend, vanaf 31 december)                  |
| Monaco           | Prins Albert II | Minister van Staat Serge Telle (tot 31 augustus) Minister van Staat Pierre Dartout (vanaf 1 september)      |
| Mongolië         | President Khaltmaagiin Battulga | Premier Ukhnaagiin Khürelsükh                                                                               |
| Montenegro       | President Milo Đukanović | Premier Duško Marković (tot 4 december) Premier Zdravko Krivokapić (vanaf 4 december)                       |
| Mozambique       | President Filipe Nyusi | Premier Carlos Agostinho do Rosário                                                                         |
| Myanmar          | President Win Myint | Adviseur van Staat Aung San Suu Kyi                                                                         |

## N
| Landsnaam                  | Staatshoofd                                              | Regeringsleider |
| -------------------------- | -------------------------------------------------------- | --- |
| Namibië                    | President Hage Geingob                                   | Premier Saara Kuugongelwa |
| Nauru                      | President Lionel Aingimea                                | President Lionel Aingimea |
| Koninkrijk der Nederlanden | Koning Willem-Alexander                                  | Minister-president Mark Rutte |
| Nepal                      | President Bidhya Devi Bhandari                           | Premier Khadga Prasad Oli |
| Nicaragua                  | President Daniel Ortega                                  | President Daniel Ortega |
| Nieuw-Zeeland              | Koningin Elizabeth II                                    | Premier Jacinda Ardern |
| Niger                      | President Mahamadou Issoufou                             | Premier Brigi Rafini |
| Nigeria                    | President Muhammadu Buhari                               | President Muhammadu Buhari |
| Noord-Korea                | Voorzitter van de Commissie voor Staatszaken Kim Jong-un | Premier Kim Jae-ryong (tot 13 augustus) Premier Kim Tok-hun (vanaf 13 augustus)                                                    |
| Noord-Macedonië            | President Stevo Pendarovski                              | Premier Zoran Zaev (tot 3 januari) Premier Oliver Spasovski (van 3 januari tot 30 augustus) Premier Zoran Zaev (vanaf 30 augustus) |
| Noorwegen                  | Koning Harald V                                          | Premier Erna Solberg |

## O
| Landsnaam   | Staatshoofd                                                                                         | Regeringsleider                                                                                     |
| ----------- | --------------------------------------------------------------------------------------------------- | --------------------------------------------------------------------------------------------------- |
| Oeganda     | President Yoweri Museveni                                                                           | Premier Ruhakana Rugunda                                                                            |
| Oekraïne    | President Volodymyr Zelensky                                                                        | Premier Oleksiy Hontsjaroek (tot 4 maart) Premier Denys Sjmyhal (vanaf 4 maart)                     |
| Oezbekistan | President Sjavkat Mirzijojev                                                                        | Premier Abdulla Aripov                                                                              |
| Oman        | Sultan Qaboes bin Said Al Said (tot 10 januari) Sultan Haitham bin Tariq Al Said (vanaf 11 januari) | Sultan Qaboes bin Said Al Said (tot 10 januari) Sultan Haitham bin Tariq Al Said (vanaf 11 januari) |
| Oost-Timor  | President Francisco Guterres                                                                        | Premier Taur Matan Ruak                                                                             |
| Oostenrijk  | Bondspresident Alexander Van der Bellen                                                             | Bondskanselier Brigitte Bierlein (tot 7 januari) Bondskanselier Sebastian Kurz (vanaf 7 januari)    |

## P
| Landsnaam           | Staatshoofd | Regeringsleider |
| ------------------- | --- | --- |
| Pakistan            | President Arif Alvi | Premier Imran Khan |
| Palau               | President Tommy Remengesau | President Tommy Remengesau |
| Palestina           | President Mahmoud Abbas | Premier Mohammad Shtayyeh |
| Panama              | President Laurentino Cortizo | President Laurentino Cortizo |
| Papoea-Nieuw-Guinea | Koningin Elizabeth II | Premier James Marape |
| Paraguay            | President Mario Abdo Benítez | President Mario Abdo Benítez |
| Peru                | President Martín Vizcarra (tot 10 november) President Manuel Merino (van 10 november tot 15 november) President Francisco Sagasti (waarnemend, vanaf 17 november) | Premier Vicente Zeballos (tot 15 juli) Premier Pedro Cateriano (van 15 juli tot 6 augustus) Premier Walter Martos (van 6 augustus tot 9 november) Premier Ántero Flores Aráoz (van 11 november tot 15 november) Premier Violeta Bermúdez (vanaf 18 november) |
| Polen               | President Andrzej Duda | Premier Mateusz Morawiecki |
| Portugal            | President Marcelo Rebelo de Sousa | Premier António Costa |

## Q
| Landsnaam | Staatshoofd                   | Regeringsleider |
| --------- | ----------------------------- | --- |
| Qatar     | Emir Tamim bin Hamad al-Thani | Premier Abdullah bin Nasser bin Khalifa al-Thani (tot 28 januari) Premier Khalid bin Khalifa bin Abdul Aziz al-Thani (vanaf 28 januari) |

## R
| Landsnaam | Staatshoofd               | Regeringsleider |
| --------- | ------------------------- | --- |
| Roemenië  | President Klaus Johannis  | Premier Ludovic Orban (tot 7 december) Premier Nicolae Ciucă (waarnemend, van 7 december tot 23 december) Premier Florin Cîțu (vanaf 23 december) |
| Rusland   | President Vladimir Poetin | Premier Dmitri Medvedev (tot 16 januari) Premier Michail Misjoestin (vanaf 16 januari)                                                            |
| Rwanda    | President Paul Kagame     | Premier Edouard Ngirente |

## S
| Landsnaam                                                               | Staatshoofd | Regeringsleider |
| ----------------------------------------------------------------------- | --- | --- |
| Saint Kitts en Nevis                                                    | Koningin Elizabeth II | Premier Timothy Harris |
| Saint Lucia                                                             | Koningin Elizabeth II | Premier Allen Chastanet |
| Saint Vincent en de Grenadines                                          | Koningin Elizabeth II | Premier Ralph Gonsalves |
| Salomonseilanden                                                        | Koningin Elizabeth II | Premier Manasseh Sogavare |
| Samoa                                                                   | O le Ao o le Malo Va'aletoa Sualauvi II | Premier Tuilaepa Aiono Sailele Malielegaoi |
| San Marino                                                              | Kapitein-regenten Luca Boschi en Mariella Mularoni (tot 1 april) Kapitein-regenten Alessandro Mancini en Grazia Zafferani (van 1 april tot 1 oktober) Kapitein-regenten Alessandro Cardelli en Mirko Dolcini (vanaf 1 oktober) | Kapitein-regenten Luca Boschi en Mariella Mularoni (tot 1 april) Kapitein-regenten Alessandro Mancini en Grazia Zafferani (van 1 april tot 1 oktober) Kapitein-regenten Alessandro Cardelli en Mirko Dolcini (vanaf 1 oktober) |
| Saoedi-Arabië                                                           | Koning Salman bin Abdoel Aziz al-Saoed | Koning Salman bin Abdoel Aziz al-Saoed |
| Sao Tomé en Principe                                                    | President Evaristo Carvalho | Premier Jorge Bom Jesus |
| Senegal                                                                 | President Macky Sall | President Macky Sall |
| Servië                                                                  | President Aleksandar Vučić | Premier Ana Brnabić |
| Seychellen                                                              | President Danny Faure (tot 26 oktober) President Wavel Ramkalawan (vanaf 26 oktober) | President Danny Faure (tot 26 oktober) President Wavel Ramkalawan (vanaf 26 oktober) |
| Sierra Leone                                                            | President Julius Maada Bio | Eerste minister David Francis |
| Singapore                                                               | President Halimah Yacob | Premier Lee Hsien Loong |
| Slovenië                                                                | President Borut Pahor | Premier Marjan Šarec (tot 13 maart) Premier Janez Janša (vanaf 13 maart) |
| Slowakije                                                               | President Zuzana Čaputová | Premier Peter Pellegrini (tot 21 maart) Premier Igor Matovič (vanaf 21 maart) |
| Soedan                                                                  | Voorzitter van de militaire raad Abdel Fattah al-Burhan | Premier Abdalla Hamdok |
| Somalië                                                                 | President Mohamed Abdullahi Mohamed | Premier Hassan Ali Khayre (tot 25 juli) Premier Mahdi Mohammed Gulaid (waarnemend, van 25 juli tot 23 september) Premier Mohamed Hussein Roble (vanaf 23 september)                                                            |
| Spanje                                                                  | Koning Felipe VI | Premier Pedro Sánchez |
| Sri Lanka                                                               | President Gotabaya Rajapaksa | Premier Mahinda Rajapaksa |
| Suriname                                                                | President Desi Bouterse (tot 16 juli) President Chan Santokhi (vanaf 16 juli) | President Desi Bouterse (tot 16 juli) President Chan Santokhi (vanaf 16 juli) |
| Swaziland                                                               | Koning Mswati III | Premier Ambrose Mandvulo Dlamini (tot 13 december) Premier Themba Masuku (waarnemend, vanaf 13 december) |
| Syrië                                                                   | President Bashar al-Assad | Premier Imad Khamis (tot 11 juni) Premier Hussein Arnous (waarnemend, vanaf 11 juni) |
| Syrië (deels internationaal erkende regering van de Syrische oppositie) | President Anas al-Abdah | Premier Abdurrahman Mustafa |

## T
| Landsnaam          | Staatshoofd                                        | Regeringsleider |
| ------------------ | -------------------------------------------------- | --- |
| Tadzjikistan       | President Emomalii Rachmon                         | Premier Kokhir Rasulzoda |
| Taiwan             | President Tsai Ing-wen                             | Premier Su Tseng-chang |
| Tanzania           | President John Magufuli                            | Premier Kassim Majaliwa |
| Thailand           | Koning Maha Vajiralongkorn Bodindradebayavarangkun | Premier Prayuth Chan-o-cha |
| Togo               | President Faure Eyadéma Gnassingbé                 | Premier Komi Sélom Klassou (tot 28 september) Premier Victoire Tomegah Dogbé (vanaf 28 september)                                             |
| Tonga              | Koning Tupou VI                                    | Premier Pohiva Tuʻiʻonetoa |
| Trinidad en Tobago | President Paula-Mae Weekes                         | Premier Keith Rowley |
| Tsjaad             | President Idriss Déby                              | President Idriss Déby |
| Tsjechië           | President Miloš Zeman                              | Premier Andrej Babiš |
| Tunesië            | President Kais Saied                               | Premier Youssef Chahed (tot 27 februari) Premier Elyes Fakhfakh (van 27 februari tot 2 september) Premier Hichem Mechichi (vanaf 2 september) |
| Turkije            | President Recep Tayyip Erdoğan                     | President Recep Tayyip Erdoğan |
| Turkmenistan       | President Gurbanguly Berdimuhamedow                | President Gurbanguly Berdimuhamedow |
| Tuvalu             | Koningin Elizabeth II                              | Premier Kausea Natano |

## U
| Landsnaam | Staatshoofd                                                                               | Regeringsleider                                                                           |
| --------- | ----------------------------------------------------------------------------------------- | ----------------------------------------------------------------------------------------- |
| Uruguay   | President Tabaré Vázquez (tot 1 maart) President Luis Alberto Lacalle Pou (vanaf 1 maart) | President Tabaré Vázquez (tot 1 maart) President Luis Alberto Lacalle Pou (vanaf 1 maart) |

## V
| Landsnaam                    | Staatshoofd                                                                                       | Regeringsleider                                                                                   |
| ---------------------------- | ------------------------------------------------------------------------------------------------- | ------------------------------------------------------------------------------------------------- |
| Vanuatu                      | President Tallis Obed Moses                                                                       | Premier Charlot Salwai (tot 20 april) Premier Bob Loughman (vanaf 20 april)                       |
| Vaticaanstad                 | Paus Franciscus                                                                                   | Voorzitter van de Pauselijke Commissie Giuseppe Bertello                                          |
| Venezuela                    | President Nicolás Maduro (betwist) Waarnemend president Juan Guaidó (deels internationaal erkend) | President Nicolás Maduro (betwist) Waarnemend president Juan Guaidó (deels internationaal erkend) |
| Verenigde Arabische Emiraten | President Sjeik Khalifa bin Zayed Al Nahayan                                                      | Premier Mohammed bin Rasjid Al Maktoem                                                            |
| Verenigd Koninkrijk          | Koningin Elizabeth II                                                                             | Premier Boris Johnson                                                                             |
| Verenigde Staten             | President Donald Trump                                                                            | President Donald Trump                                                                            |
| Vietnam                      | President Nguyễn Phú Trọng                                                                        | Premier Nguyễn Xuân Phúc                                                                          |

## W
| Landsnaam   | Staatshoofd                     | Regeringsleider                                                              |
| ----------- | ------------------------------- | ---------------------------------------------------------------------------- |
| Wit-Rusland | President Aleksandr Loekasjenko | Premier Siarhiej Rumas (tot 4 juni) Premier Roman Golovchenko (vanaf 4 juni) |

## Z
| Landsnaam   | Staatshoofd | Regeringsleider |
| ----------- | --- | --- |
| Zambia      | President Edgar Lungu | President Edgar Lungu |
| Zimbabwe    | President Emmerson Mnangagwa | President Emmerson Mnangagwa |
| Zuid-Afrika | President Cyril Ramaphosa | President Cyril Ramaphosa |
| Zuid-Korea  | President Moon Jae-in | Premier Lee Nak-yeon (tot 14 januari) Premier Chung Sye-kyun (vanaf 14 januari)                                                                           |
| Zuid-Soedan | President Salva Kiir Mayardit | President Salva Kiir Mayardit |
| Zweden      | Koning Karel XVI Gustaaf | Premier Stefan Löfven |
| Zwitserland | Bondsraad met als leden: Simonetta Sommaruga (bondspresident), Viola Amherd, Alain Berset, Ignazio Cassis, Karin Keller-Sutter, Guy Parmelin, Ueli Maurer | Bondsraad met als leden: Simonetta Sommaruga (bondspresident), Viola Amherd, Alain Berset, Ignazio Cassis, Karin Keller-Sutter, Guy Parmelin, Ueli Maurer |